# Stojentin (Adelsgeschlecht)

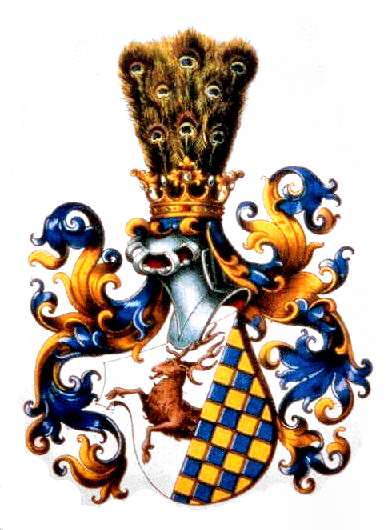
Wappen derer von Stojentin

Stojentin, historisch auch Stojenthin oder Stoyentin, ist der Name eines alten pommerschen Adelsgeschlechtes.

## Geschichte
Das Geschlecht erscheint erstmals urkundlich am 14. August 1341 zu Stolp mit den Knappen Bartold, Herzoglich pommerscher Rat, und Matzen van Stojentin. Zwei Stammhäuser der Familie Stojentin waren Schwetzkow bei Stolp mit dem Familienzweig A und Darsow bei Lauenburg i. Pom. mit dem Familienzweig B. Letzterer Familienzweig erlosch 1912 in der Manneslinie mit dem Tod von Emil von Stojentin. Des Weiteren blühte die Familie im Zweig von Stojentin-Waglikowski in Pommerellen auf Waglikowice und Groß-Klinsch (um 1599) im Kreis Berent, sowie auf Damerau im Kreis Konitz.
Die Familie hatte in Hinterpommern zahlreiche Besitzungen wie die Ortschaften Prebendow, Zemmen und Schorin. Um 1724 besaß sie im Kreis Stolp auch Neu Gutzmerow, Vixow, Giesebitz, Saviat und Starnitz.
Der bekannteste Abkömmling der Familie ist Valentin von Stojentin, der als Rechtsgelehrter Rat des Herzogs Bogislaw X. war und ein bekannter Streiter für das Luthertum. Seit dem 17. Jahrhundert stammen alle Familienangehörigen von Kaspar von Stojentin († 1617) ab, der Amtshauptmann von Friedrichswalde war. Peter Heinrich von Stojentin wurde als Generalmajor der preußischen Infanterie mit dem Orden Pour le Mérite ausgezeichnet und war Amtshauptmann von Liebenwalde und Zehdenick. Max von Stojentin veröffentlichte in der zweiten Hälfte des 19. und Anfang des 20. Jahrhunderts Schriften zur Geschichte der Familien von Stojentin und von Zitzewitz sowie zu weiteren historischen Themen, unter anderem in den Baltischen Studien.

## Wappen

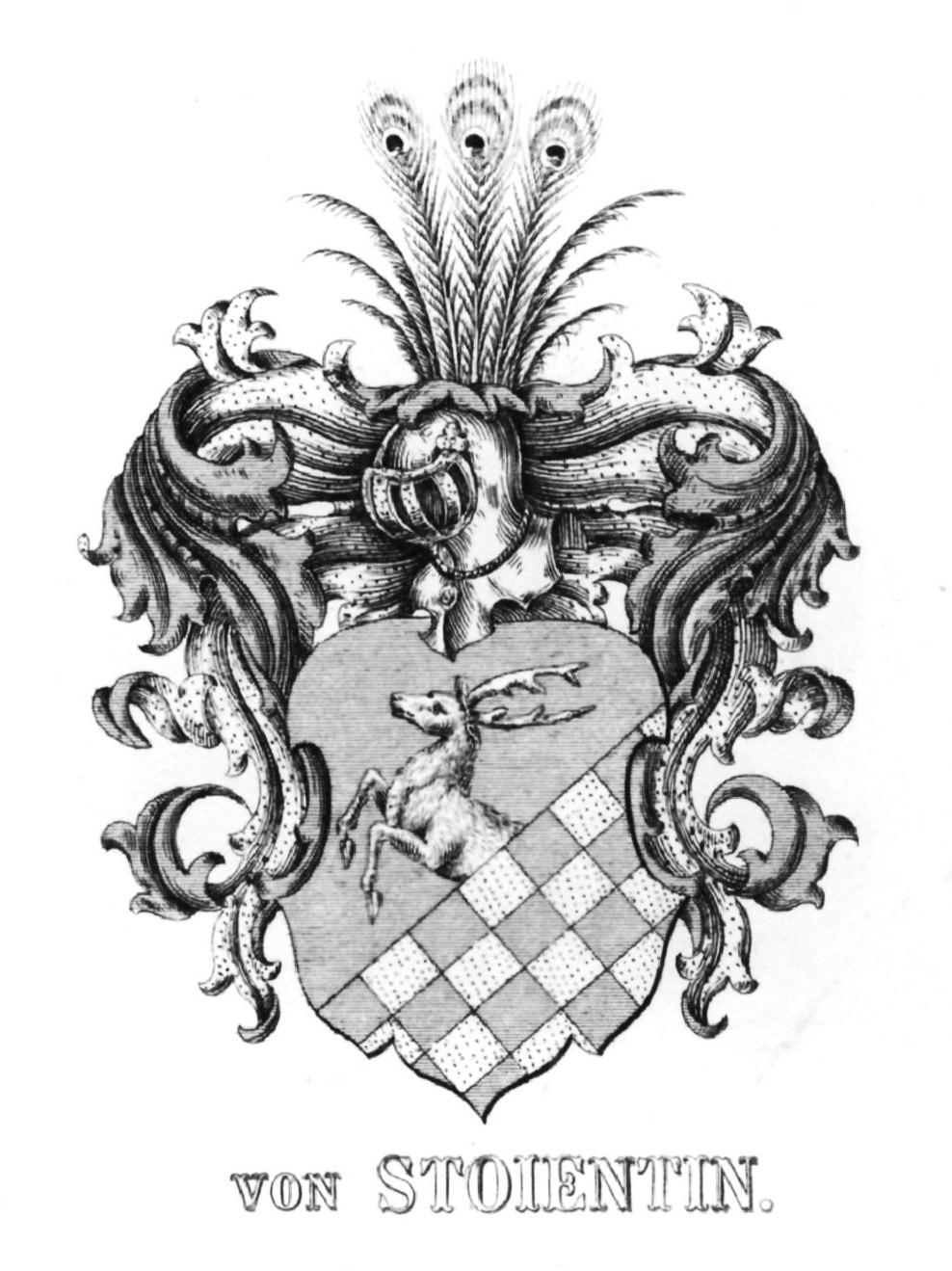
Wappen derer von Stojentin im Pommerschen Wappenbuch

Das schräglinks geteilte Wappen zeigt oben in Blau (oder Silber) einen nach rechts hervorspringenden wachsenden silbernen (oder naturfarbenen) Hirsch, unten ist es von Blau und Silber (oder Gold) geschacht. Auf dem Helm mit blau-silbernen (blau-goldenen) Decken drei Pfauenfedern, (aus kleineren Federn hervorgehend).

## Namensträger
- Valentin von Stojentin (um 1480–1528/1529), herzoglich-pommerscher Rat und Schlosshauptmann
- Peter Heinrich von Stojentin (1713–1776), preußischer Generalmajor
- Max von Stojentin, Historiker[5]